# Segling vid olympiska sommarspelen 2008
Segling arrangerades i OS mellan den 9 och den 21 augusti 2008. Tävlingarna hölls i Qingdao.
Tävlingarna bestod av fyra klasser för herrar, fyra för damer och tre öppna klasser.

## Medaljtabell
| Pl.    | Nation         | Guld | Silver | Brons | Totalt |
| ------ | -------------- | ---- | ------ | ----- | ------ |
| 1      | Storbritannien | 4    | 1      | 1     | 6      |
| 2      | Australien     | 2    | 1      | 0     | 3      |
| 3      | Spanien        | 1    | 1      | 0     | 2      |
| 3      | USA            | 1    | 1      | 0     | 2      |
| 5      | Kina           | 1    | 0      | 1     | 2      |
| 6      | Danmark        | 1    | 0      | 0     | 1      |
| 6      | Nya Zeeland    | 1    | 0      | 0     | 1      |
| 8      | Nederländerna  | 0    | 2      | 0     | 2      |
| 9      | Frankrike      | 0    | 1      | 2     | 3      |
| 10     | Brasilien      | 0    | 1      | 1     | 2      |
| 10     | Italien        | 0    | 1      | 1     | 2      |
| 12     | Litauen        | 0    | 1      | 0     | 1      |
| 12     | Slovenien      | 0    | 1      | 0     | 1      |
| 14     | Argentina      | 0    | 0      | 1     | 1      |
| 14     | Tyskland       | 0    | 0      | 1     | 1      |
| 14     | Grekland       | 0    | 0      | 1     | 1      |
| 14     | Israel         | 0    | 0      | 1     | 1      |
| 14     | Sverige        | 0    | 0      | 1     | 1      |
| Totalt | Totalt         | 11   | 11     | 11    | 33     |

## Medaljsammanfattning

### Damer
| Event                    | Guld                                               | Silver                                                   | Brons                                                           |
| RS:X Detaljer...         | Yin Jian (CHN)                                     | Alessandra Sensini (ITA)                                 | Bryony Shaw (GBR)                                               |
| Laser radial Detaljer... | Anna Tunnicliffe (USA)                             | Gintarė Volungevičiūtė (LTU)                             | Xu Lijia (CHN)                                                  |
| 470 Detaljer...          | Elise Rechichi och Tessa Parkinson (AUS)           | Marcelien de Koning och Lobke Berkhout (NED)             | Fernanda Oliveira och Isabel Swan (BRA)                         |
| Yngling Detaljer...      | Storbritannien Sarah Ayton Sarah Webb Pippa Wilson | Nederländerna Mandy Mulder Annemieke Bes Merel Witteveen | Grekland Sofia Bekatorou Virginia Kravarioti Sofia Papadopoulou |

### Herrar
| Event               | Guld                                     | Silver                               | Brons                                         |
| RS:X Detaljer...    | Tom Ashley (NZL)                         | Julien Bontemps (FRA)                | Shahar Tzuberi (ISR)                          |
| Laser Detaljer...   | Paul Goodison (GBR)                      | Vasilij Žbogar (SLO)                 | Diego Romero (ITA)                            |
| 470 Detaljer...     | Nathan Wilmot och Malcolm Page (AUS)     | Nick Rogers och Joe Glanfield (GBR)  | Nicolas Charbonnier och Olivier Bausset (FRA) |
| Starbåt Detaljer... | Storbritannien Iain Percy Andrew Simpson | Brasilien Robert Scheidt Bruno Prada | Sverige Fredrik Lööf Anders Ekström           |

### Öppen
| Event                 | Guld                                    | Silver                                               | Brons                                      |
| Finnjolle Detaljer... | Ben Ainslie (GBR)                       | Zach Railey (USA)                                    | Guillaume Florent (FRA)                    |
| 49er Detaljer...      | Jonas Warrer och Martin Kirketerp (DEN) | Iker Martínez de Lizarduy och Xabier Fernández (ESP) | Jan-Peter Peckolt och Hannes Peckolt (GER) |
| Tornado Detaljer...   | Antón Paz och Fernando Echavarri (ESP)  | Darren Bundock och Glenn Ashby (AUS)                 | Santiago Lange och Carlos Espínola (ARG)   |